# Jérémie Boga
Jérémie Boga (Marsiglia, 3 gennaio 1997) è un calciatore ivoriano con cittadinanza francese, attaccante del Nizza e della nazionale ivoriana, con la quale ha vinto la Coppa d'Africa nel 2024.

## Biografia
Jérémie Boga è nato a Marsiglia, in Francia, da genitori ivoriani.

## Caratteristiche tecniche
Gioca prevalentemente come ala offensiva su entrambe le fasce, il più delle volte su quella di sinistra essendo abile nel rientrare con il destro, ma grazie alla sua duttilità in campo può agire anche come seconda punta o da trequartista. Fa della velocità, del dribbling e della tecnica individuale i suoi punti maggiori di forza. Si distingue anche per la visione di gioco e la qualità nei passaggi, senza dimenticare che dispone di un ottimo tiro sia dalla breve che dalla media distanza.

## Carriera

### Club

#### Chelsea
Calcisticamente cresciuto nelle giovanili del Chelsea (in cui è entrato a 12 anni), durante la stagione 2014-2015 viene chiamato sporadicamente in prima squadra. Il 24 maggio 2015 assiste dalla panchina alla partita vinta per 3-1 dai Blues contro il Sunderland, senza tuttavia scendere in campo.

#### Vari prestiti
Il 31 agosto 2015 viene girato in prestito ai francesi del Rennes. Il 28 novembre seguente realizza la sua prima rete in Ligue 1, nel pareggio per 2-2 sul campo dello Stade Reims; tuttavia, durante la stagione non trova lo spazio sperato e realizza soltanto un'altra rete in 27 partite di campionato.
Il 6 luglio 2016 passa, nuovamente con la formula del prestito, agli spagnoli del Granada. Il 28 agosto seguente segna la sua prima rete in Primera División, nella sconfitta per 1-5 sul campo del Las Palmas.
Nell'estate del 2017 fa brevemente ritorno al Chelsea. Compie il debutto in Premier League il 12 agosto 2017 quando è schierato titolare a sorpresa alla prima giornata contro il Burnley, venendo però sostituito dopo soli 18 minuti a seguito dell'espulsione rimediata dal difensore Gary Cahill. Il successivo 28 agosto si trasferisce in prestito al Birmingham City, squadra militante in Football League Championship (seconda serie inglese). Con i Bluenoses si conferma un titolare inamovibile e colleziona 31 presenze e due gol in campionato.

#### Sassuolo e Atalanta
Il 21 luglio 2018 viene acquistato dal Sassuolo per circa quattro milioni di euro. Debutta il 12 agosto seguente nella partita di Coppa Italia vinta per 5-1 contro la Ternana, subentrando a Federico Di Francesco al 75' di gioco. Sette giorni più tardi esordisce anche in Serie A, nella vittoria interna contro l'Inter. Il 16 marzo 2019 mette a segno la sua prima rete nella partita persa per 3-5 contro la Sampdoria; si ripete in altre due occasioni durante la stagione, collezionando 25 partite e tre reti. L'anno successivo diviene titolare fisso dei neroverdi, fornendo ottime prestazioni e trovando la via del gol anche contro squadre blasonate come Inter, Juventus e Roma. Finisce l'annata 2019-2020 con 34 partite giocate, 11 reti e 2 assist in campionato.
Dopo un'altra stagione e mezza al Sassuolo, il 24 gennaio 2022 si trasferisce in prestito all'Atalanta. Debutta con i bergamaschi il successivo 6 febbraio, nella sconfitta casalinga (1-2) contro il Cagliari, mentre quattro giorni dopo segna la sua prima rete con gli atalantini, nella sfida dei quarti di Coppa Italia contro la Fiorentina persa per 3-2. Il 17 febbraio il suo esordio in UEFA Europa League, nella partita di spareggio contro l'Olympiacos vinta per 2-1 al Gewiss Stadium; un mese dopo segna la sua prima rete nella competizione, realizzando il decisivo gol dell'1-0 sul campo del Bayer Leverkusen. Il 15 gennaio 2023 segna la prima rete in campionato con l'Atalanta, aprendo le marcature nel successo per 8-2 sulla Salernitana.

#### Nizza
Il 25 luglio 2023 viene ceduto al Nizza, in Ligue 1. L'11 agosto esordisce con la formazione rossonera nel pareggio casalingo contro il Lille per 1-1. Il 22 settembre segna il suo primo gol, decidendo la vittoriosa trasferta in casa del Monaco.

### Nazionale
Compie la trafila delle selezioni giovanili francesi Under-16 e Under-19.
Nel giugno 2017 viene convocato dalla nazionale ivoriana per le due amichevoli in programma il 4 e il 10 giugno, rispettivamente contro Paesi Bassi e Guinea. Debutta nella partita contro la Guinea, subentrando al 77' a Jean Michaël Seri; è stato convocato per la Coppa delle nazioni africane 2021.

## Statistiche

### Presenze e reti nei club
Statistiche aggiornate al 7 novembre 2024.
| Stagione        | Squadra         | Campionato      | Campionato | Campionato | Coppe nazionali | Coppe nazionali | Coppe nazionali | Coppe continentali | Coppe continentali | Coppe continentali | Altre coppe | Altre coppe | Altre coppe | Totale | Totale |
| Stagione        | Squadra         | Comp            | Pres       | Reti       | Comp            | Pres            | Reti            | Comp               | Pres               | Reti               | Comp        | Pres        | Reti        | Pres   | Reti   |
| --------------- | --------------- | --------------- | ---------- | ---------- | --------------- | --------------- | --------------- | ------------------ | ------------------ | ------------------ | ----------- | ----------- | ----------- | ------ | ------ |
| 2014-2015       | Chelsea         | PL              | 0          | 0          | FACup+CdL       | -               | -               | UCL                | -                  | -                  | -           | -           | -           | 0      | 0      |
| 2015-2016       | Rennes          | L1              | 27         | 2          | CF+CdL          | 2+2             | 1+0             | -                  | -                  | -                  | -           | -           | -           | 31     | 3      |
| 2016-2017       | Granada         | PD              | 26         | 2          | CR              | 1               | 0               | -                  | -                  | -                  | -           | -           | -           | 27     | 2      |
| ago. 2017       | Chelsea         | PL              | 1          | 0          | FACup+CdL       | -               | -               | UCL                | -                  | -                  | CS          | 0           | 0           | 1      | 0      |
| Totale Chelsea  | Totale Chelsea  | Totale Chelsea  | 1          | 0          |                 | 0               | 0               |                    | -                  | -                  |             | -           | -           | 1      | 0      |
| 2017-2018       | Birmingham City | FLC             | 31         | 2          | FACup+CdL       | 3+0             | 0               | -                  | -                  | -                  | -           | -           | -           | 34     | 2      |
| 2018-2019       | Sassuolo        | A               | 25         | 3          | CI              | 2               | 0               | -                  | -                  | -                  | -           | -           | -           | 27     | 3      |
| 2019-2020       | Sassuolo        | A               | 34         | 11         | CI              | 1               | 0               | -                  | -                  | -                  | -           | -           | -           | 35     | 11     |
| 2020-2021       | Sassuolo        | A               | 27         | 4          | CI              | 1               | 0               | -                  | -                  | -                  | -           | -           | -           | 28     | 4      |
| 2021-gen. 2022  | Sassuolo        | A               | 12         | 0          | CI              | 0               | 0               | -                  | -                  | -                  | -           | -           | -           | 12     | 0      |
| Totale Sassuolo | Totale Sassuolo | Totale Sassuolo | 98         | 18         |                 | 4               | 0               |                    | -                  | -                  |             | -           | -           | 102    | 18     |
| gen.-giu. 2022  | Atalanta        | A               | 15         | 0          | CI              | 1               | 1               | UEL                | 6                  | 1                  | -           | -           | -           | 22     | 2      |
| 2022-2023       | Atalanta        | A               | 23         | 2          | CI              | 2               | 0               | -                  | -                  | -                  | -           | -           | -           | 25     | 2      |
| Totale Atalanta | Totale Atalanta | Totale Atalanta | 38         | 2          |                 | 3               | 1               |                    | 6                  | 1                  |             | -           | -           | 47     | 4      |
| 2023-2024       | Nizza           | L1              | 28         | 6          | CF              | 1               | 0               | -                  | -                  | -                  | -           | -           | -           | 29     | 6      |
| 2024-2025       | Nizza           | L1              | 21         | 1          | CF              | 0               | 0               | UEL                | 3                  | 2                  | -           | -           | -           | 24     | 3      |
| Totale Nizza    | Totale Nizza    | Totale Nizza    | 49         | 7          |                 | 1               | 0               |                    | 3                  | 2                  |             | -           | -           | 53     | 9      |
| Totale carriera | Totale carriera | Totale carriera | 270        | 33         |                 | 16              | 2               |                    | 9                  | 3                  |             | -           | -           | 295    | 38     |

### Cronologia presenze e reti in nazionale
| Cronologia completa delle presenze e delle reti in nazionale ― Costa d'Avorio | Cronologia completa delle presenze e delle reti in nazionale ― Costa d'Avorio | Cronologia completa delle presenze e delle reti in nazionale ― Costa d'Avorio | Cronologia completa delle presenze e delle reti in nazionale ― Costa d'Avorio | Cronologia completa delle presenze e delle reti in nazionale ― Costa d'Avorio | Cronologia completa delle presenze e delle reti in nazionale ― Costa d'Avorio | Cronologia completa delle presenze e delle reti in nazionale ― Costa d'Avorio | Cronologia completa delle presenze e delle reti in nazionale ― Costa d'Avorio |
| Data                                                                          | Città                                                                         | In casa                                                                       | Risultato                                                                     | Ospiti                                                                        | Competizione                                                                  | Reti                                                                          | Note                                                                          |
| ----------------------------------------------------------------------------- | ----------------------------------------------------------------------------- | ----------------------------------------------------------------------------- | ----------------------------------------------------------------------------- | ----------------------------------------------------------------------------- | ----------------------------------------------------------------------------- | ----------------------------------------------------------------------------- | ----------------------------------------------------------------------------- |
| 10-6-2017                                                                     | Bouaké                                                                        | Costa d'Avorio                                                                | 2 – 3                                                                         | Guinea                                                                        | Qual. Coppa d'Africa 2019                                                     | -                                                                             | 77’                                                                           |
| 5-6-2021                                                                      | Abidjan                                                                       | Costa d'Avorio                                                                | 2 – 1                                                                         | Burkina Faso                                                                  | Amichevole                                                                    | -                                                                             | 46’                                                                           |
| 12-6-2021                                                                     | Cape Coast                                                                    | Ghana                                                                         | 0 – 0                                                                         | Costa d'Avorio                                                                | Amichevole                                                                    | -                                                                             | 58’                                                                           |
| 3-9-2021                                                                      | Maputo                                                                        | Mozambico                                                                     | 0 – 0                                                                         | Costa d'Avorio                                                                | Qual. Mondiali 2022                                                           | -                                                                             | 62’                                                                           |
| 6-9-2021                                                                      | Abidjan                                                                       | Costa d'Avorio                                                                | 2 – 1                                                                         | Camerun                                                                       | Qual. Mondiali 2022                                                           | -                                                                             | 69’                                                                           |
| 8-10-2021                                                                     | Johannesburg                                                                  | Malawi                                                                        | 0 – 3                                                                         | Costa d'Avorio                                                                | Qual. Mondiali 2022                                                           | 1                                                                             | 72’                                                                           |
| 11-10-2021                                                                    | Cotonou                                                                       | Costa d'Avorio                                                                | 2 – 1                                                                         | Malawi                                                                        | Qual. Mondiali 2022                                                           | -                                                                             | 75’                                                                           |
| 26-1-2022                                                                     | Douala                                                                        | Costa d'Avorio                                                                | 0 – 0 dts (4 – 5 dtr)                                                         | Egitto                                                                        | Coppa d'Africa 2021 - Ottavi di finale                                        | -                                                                             | 72’                                                                           |
| 3-6-2022                                                                      | Yamoussoukro                                                                  | Costa d'Avorio                                                                | 3 – 1                                                                         | Zambia                                                                        | Qual. Coppa d'Africa 2023                                                     | -                                                                             | 64’                                                                           |
| 9-6-2022                                                                      | Johannesburg                                                                  | Lesotho                                                                       | 0 – 0                                                                         | Costa d'Avorio                                                                | Qual. Coppa d'Africa 2023                                                     | -                                                                             | 62’                                                                           |
| 24-3-2023                                                                     | Bouaké                                                                        | Costa d'Avorio                                                                | 3 – 1                                                                         | Comore                                                                        | Qual. Coppa d'Africa 2023                                                     | -                                                                             | 72’                                                                           |
| 28-3-2023                                                                     | Moroni                                                                        | Comore                                                                        | 0 – 2                                                                         | Costa d'Avorio                                                                | Qual. Coppa d'Africa 2023                                                     | -                                                                             | 66’                                                                           |
| 17-11-2023                                                                    | Abidjan                                                                       | Costa d'Avorio                                                                | 9 – 0                                                                         | Seychelles                                                                    | Qual. Mondiali 2026                                                           | -                                                                             |                                                                               |
| 20-11-2023                                                                    | Dar es Salaam                                                                 | Gambia                                                                        | 0 – 2                                                                         | Costa d'Avorio                                                                | Qual. Mondiali 2026                                                           | -                                                                             | 62’                                                                           |
| 6-1-2024                                                                      | San-Pédro                                                                     | Costa d'Avorio                                                                | 5 – 1                                                                         | Sierra Leone                                                                  | Amichevole                                                                    | 1                                                                             | 76’                                                                           |
| 13-1-2024                                                                     | Abidjan                                                                       | Costa d'Avorio                                                                | 2 – 0                                                                         | Guinea-Bissau                                                                 | Coppa d'Africa 2023 - 1º turno                                                | -                                                                             |                                                                               |
| 18-1-2024                                                                     | Abidjan                                                                       | Costa d'Avorio                                                                | 0 – 1                                                                         | Nigeria                                                                       | Coppa d'Africa 2023 - 1º turno                                                | -                                                                             | 67’                                                                           |
| 22-1-2024                                                                     | Abidjan                                                                       | Guinea Equatoriale                                                            | 4 – 0                                                                         | Costa d'Avorio                                                                | Coppa d'Africa 2023 - 1º turno                                                | -                                                                             | 65’                                                                           |
| 7-2-2024                                                                      | Abidjan                                                                       | Costa d'Avorio                                                                | 1 – 0                                                                         | RD del Congo                                                                  | Coppa d'Africa 2023 - Semifinale                                              | -                                                                             | 90’                                                                           |
| 23-3-2024                                                                     | Amiens                                                                        | Costa d'Avorio                                                                | 2 – 2                                                                         | Benin                                                                         | Amichevole                                                                    | -                                                                             |                                                                               |
| 11-6-2024                                                                     | Lilongwe                                                                      | Kenya                                                                         | 0 – 0                                                                         | Costa d'Avorio                                                                | Qual. Mondiali 2026                                                           | -                                                                             | 53’ 61’                                                                       |
| 15-11-2024                                                                    | Ndola                                                                         | Zambia                                                                        | 1 – 0                                                                         | Costa d'Avorio                                                                | Qual. Coppa d'Africa 2025                                                     | -                                                                             | 46’                                                                           |
| 19-11-2024                                                                    | Abidjan                                                                       | Costa d'Avorio                                                                | 4 – 0                                                                         | Ciad                                                                          | Qual. Coppa d'Africa 2025                                                     | -                                                                             | 72’                                                                           |
| 7-6-2025                                                                      | Toronto                                                                       | Nuova Zelanda                                                                 | 1 – 0                                                                         | Costa d'Avorio                                                                | Amichevole                                                                    | -                                                                             | 77’                                                                           |
| 10-6-2025                                                                     | Toronto                                                                       | Canada                                                                        | 0 – 0 (4 – 5 dtr)                                                             | Costa d'Avorio                                                                | Amichevole                                                                    | -                                                                             | 67’                                                                           |
| Totale                                                                        |                                                                               | Presenze                                                                      | 25                                                                            |                                                                               | Reti                                                                          | 2                                                                             |                                                                               |

## Palmarès

### Club

#### Competizioni giovanili
- UEFA Youth League: 1

Chelsea: 2014-2015

### Nazionale
- Coppa d'Africa: 1

Costa d'Avorio 2023